# (3070) Aitken
(3070) Aitken (1949 GK) – planetoida z pasa głównego asteroid okrążająca Słońce w ciągu 3,51 lat w średniej odległości 2,31 j.a. Odkryta 4 kwietnia 1949 roku.